# Festival de Cine Europeo de Sevilla 2011
La 8.ª edición del Festival de Cine Europeo de Sevilla (Seville European Film Festival o SEFF) se celebró en la capital andaluza del 4 al 11 de noviembre de 2011.

## Secciones

### Sección oficial
En ella participan las producciones europeas posteriores al 1 de enero de 2010 y que son inéditas en España a nivel comercial y preferentemente que no hayan concursado en otros festivales.
| Título original               | Título en español             | Director                 | País                        | Año  |
| ----------------------------- | ----------------------------- | ------------------------ | --------------------------- | ---- |
| Blue Bird                     | Blue Bird                     | Gust van den Berghe      | Bélgica                     | 2011 |
| Mercado de futuros            | Mercado de futuros            | Mercedes Álvarez         | España                      | 2009 |
| Mlyn I Krzyz                  | El molino del tiempo          | Lech Majewski            | Polonia Suecia              | 2011 |
| Trois Fois 20 ans             | Tres veces 20 años            | Julie Gavras             | Francia Reino Unido Bélgica | 2010 |
| Code Blue                     | Code Blue                     | Urszula Antoniak         | Países Bajos Dinamarca      | 2011 |
| Las olas                      | Las olas                      | Alberto Morais           | España                      | 2011 |
| Elena                         | Elena                         | Andreï Zviaguintsev      | Rusia                       | 2011 |
| Ni à vendre, ni à louer       | Holidays by the Sea           | Pascal Rabaté            | Francia                     | 2011 |
| Los muertos no se tocan, nene | Los muertos no se tocan, nene | José Luis García Sánchez | España                      | 2011 |
| Serdtsa boomerang             | Heart's Boomerang             | Nikolay Khomeriki        | Rusia                       | 2011 |
| Sykt Lykkelig                 | Siempre feliz                 | Anne Sewitsky            | Noruega                     | 2010 |
| Kënu                          | Kënu                          | Arantza Álvarez Pastor   | España Francia              | 2011 |
| Jnah L'Hwa                    | Love in the Medina            | Abdelhaï Laraki          | Marruecos Italia            | 2011 |
| Wer wenn nicht wir            | Si no nosotros, ¿quién?       | Andres Veiel             | Alemania                    | 2011 |
| Alps                          | Alps                          | Yorgos Lanthimos         | Grecia                      | 2011 |
| Shame                         | Shame                         | Steve McQueen            | Reino Unido                 | 2011 |

### Sección EFA – La selección europea’11
Estas películas han sido preseleccionadas por la Academia de Cine Europeo (EFA por sus siglas en inglés, European Film Academy) para los Premios del Cine Europeo.  Quedan fuera de la competición aquellas producciones ya estrenadas comercialmente en España.
| Título original   | Título en inglés  | Director                            | País                                 | Año  |
| ----------------- | ----------------- | ----------------------------------- | ------------------------------------ | ---- |
| Rundskop          | Bullhead          | Michael Roskam                      | Bélgica                              | 2011 |
| A Torinó Ló       | The Turin House   | Béla Tarr                           | Hungría Francia Alemania Suiza       | 2011 |
| Eldfjall          | Volcano           | Rúnar Rúnarsson                     | Islandia Dinamarca                   | 2011 |
| Lidice            | Lidice            | Petr Nikolaev                       | República Checa                      | 2011 |
| Majki             | Mothers           | Milcho Manchevski                   | Macedonia del Norte Francia Bulgaria | 2010 |
| La Petite Chambre | The Little Room   | Stéphanie Chuat y Veronique Reymond | Suiza Luxemburgo                     | 2010 |
| Oslo, 31. august  | Oslo, August 31st | Joachim Trier                       | Noruega                              | 2011 |
| The Artist        | The Artist        | Michel Hazanavicius                 | Francia                              | 2011 |
| Sala Samobójców   | Suicide Room      | Jan Komasa                          | Polonia                              | 2011 |
| Svinalängorna     | Beyond            | Pernilla August                     | Suecia                               | 2010 |
| Tirza             | Tirza             | Rudolf van den Berg                 | Países Bajos                         | 2010 |
| Hitganvut Yehidim | Infiltration      | Aleksi Salmenperä                   | Israel Francia                       | 2011 |
| Tilva Roš         | Tilva Rosh        | Nikola Ležai                        | Serbia                               | 2010 |
| Le Havre          | Le Havre          | Aki Kaurismäki                      | Finlandia Francia Noruega            | 2011 |
| Loverboy          | Loverboy          | C?t?lin Mitulescu                   | Rumania                              | 2010 |
| Attenberg         | Attenberg         | Athina Rachel Tsangari              | Grecia                               | 2010 |

### Sección Eurimages
Las producciones que compiten han sido financiadas en parte por los fondos Eurimages de la Unión Europea y son posteriores al 1 de enero de 2010. Además, no pueden haber sido estrenadas comercialmente en España.
| Título original              | Título en inglés           | Director        | País                               | Año  |
| ---------------------------- | -------------------------- | --------------- | ---------------------------------- | ---- |
| Babycall                     | Babycall                   | Pål Sletaune    | Noruega Suecia Alemania            | 2011 |
| El monje                     | The Monk                   | Dominik Moll    | España Francia                     | 2010 |
| Michel Petrucciani           | Michel Petrucciani         | Michael Radford | Francia Alemania Italia            | 2011 |
| L'Hiver Dernier              | The Last Winter            | John Shank      | Bélgica Francia                    | 2011 |
| A halàlba tàncoltatott leàny | The Maiden Danced to Death | Endre Hules     | Hungría Canadá Eslovenia           | 2011 |
| As if I am not There         | As if I am not There       | Juanita Wilson  | Irlanda Macedonia del Norte Suecia | 2010 |
| Io sono Lì                   | Shun Li and the Poet       | Andrea Segre    | Italia Francia                     | 2011 |

### Sección First Film First/Eye on Films
Las películas que compiten  han sido dirigidas por autores noveles que participan en el proyecto Eye on Films, dentro del programa Media Mundus. Deben ser producciones posteriores al 1 de enero de 2010.
| Título original          | Título en inglés | Director            | País            | Año  |
| ------------------------ | ---------------- | ------------------- | --------------- | ---- |
| Oliver Sherman           | Oliver Sherman   | Ryan Redford        | Canadá          | 2010 |
| Lek wysokosci            | Fear of Falling  | Bartosz Konopka     | Polonia         | 2011 |
| Ha-shoter                | Policeman        | Nadav Lapid         | Israel          | 2011 |
| La Mémoire dans la Chair | Flesh Memories   | Dominique Maillet   | Francia España  | 2010 |
| Le Premier Rasta         | The First Rasta  | Helene Lee          | Francia         | 2011 |
| Red Heart                | Red Heart        | Halkawt Mustafa     | Noruega Irak    | 2010 |
| Mourning                 | Mourning         | Morteza Farshbaf    | Irán            | 2011 |
| Kret                     | The Mole         | Raphael Lewandowsky | Polonia Francia | 2010 |
| Finisterrae              | Finisterrae      | Sergio Caballero    | España          | 2010 |

### Europa Junior
Actividad paralela al SEFF que pretende atraer al público infantil al cine europeo. No solamente se valora el entretenimiento, sino también se refuerza el valor potencial del cine como instrumento de aprendizaje y conocimiento.
| Título original         | Título en español     | Director                     | País                     | Año  |
| ----------------------- | --------------------- | ---------------------------- | ------------------------ | ---- |
| Der kleine könig Macius | El pequeño rey Macius | Sandor Jesse y Lutz Stützner | Alemania Francia Polonia | 2007 |
| Superbror               | SuperBrother          | Birger Larsen                | Dinamarca                | 2009 |
| Les mains en l'air      | Las manos en el aire  | Romain Goupil                | Francia                  | 2010 |
| Vykrutacy               | Lucky Trouble         | Levan Gabriadze              | Rusia                    | 2011 |

## Premios

### Giraldillo de oro a la mejor película de la Sección Oficial
Sykt Lykkelig. Siempre feliz de Anne Sewitsky  Noruega (2010)

### Giraldillo de plata
Wer wenn nicht wir. Si no nosotros, ¿quién? de Andres Veiel  Alemania (2011)

### Premio especial del jurado
Mlyn I Krzyz. El molino del tiempo de Lech Majewski  Polonia  Suecia (2011)

### Premio a la mejor dirección
Steve McQueen por Shame  Reino Unido (2011)

### Premio al mejor actor
Concedido ex aequo a Michael Fassbender por Shame y August Diehl por Si no nosotros, ¿quién?

### Premio a la mejor actriz
Concedido ex aequo a Nadehhda Markina por Elena y Bien de Moor por Code Blue

### Giraldillo de oro a la mejor película de la SecciónEurodoc
La roca de Raúl Santos  España (2011)

### Mención especial del público en la SecciónEurodoc
Las constituyentes de Oliva Acosta  España (2011)

### Premio Eurimages
Io sono Lì. Shun Li and the Poet de Andrea Segre  Italia  Francia (2011)

### Gran premio del público en la Sección EFA
The Artist de Michel Hazanavicius  Francia (2011)

### Premio First Film First a la mejor dirección novel
Morteza Farshbaf por Mourning  Irán (2011)

### Premio Jurado Campus
Trois Fois 20 ans. Tres veces 20 años de Julie Gavras  Francia  Reino Unido  Bélgica (2010)

### Premio ASECAN (Asociación de escritores cinematográficos de Andalucía)
Mlyn I Krzyz. El molino del tiempo de Lech Majewski  Polonia  Suecia (2011) con mención especial para Mercado de futuros de Mercedes Álvarez  España (2009)